# 갱스터 베가스
갱스터 베가스(Gangstar Vegas)는 게임로프트 몬트리얼에서 개발하고 게임로프트에서 출시한 오픈 월드 액션 어드벤처 비디오 게임이다. 2013년 6월 7일 안드로이드 및 iOS(아이폰, 아이패드 터치 및 아이패드)용으로 출시되었다. 갱스터 시리즈의 6번째(7번째 갱스터 시티) 작품이다. 전편은 Gangstar Rio: City of Saints이고 후편은 Gangstar: New Orleans이다.
갱스터 베가스는 현대 네바다주 라스베가스를 배경으로 한다. 이 이야기는 경기에서 승리한 후 프랭크 벨리아노의 표적이 된 숙련된 종합격투기 선수 제이슨 말론을 중심으로 전개된다. 그랜드 테프트 오토 시리즈의 게임과 마찬가지로 갱스터 베가스에는 운전 게임과 3인칭 슈팅 게임의 요소가 포함되어 있으며 플레이어가 자신의 플레이 경험을 더 잘 제어할 수 있는 "오픈 월드" 게임 플레이가 특징이다.
출시 당시 느린 그래픽, 애니메이션 및 빈번한 소프트웨어 업데이트를 비판했지만 음악과 3차원(3D) 그래픽의 광범위한 사용을 칭찬하는 비평가와 플레이어 모두로부터 엇갈린 평가를 받았다. 이전 주요 작품의 3D 버전에 비해 개선되었다. 또한 안드로이드와 iOS에서 1억 번 이상 다운로드되는 등 상업적인 성공을 거두었다.

## 평가
| 평가                                                                                  |        |
| ------------------------------------------------------------------------------------- | ------ |
| 통합 점수 통합사 점수 메타크리틱 61/100 [ 1 ] 평론 점수 평론사 점수 TouchArcade [ 2 ] |        |
| 통합 점수                                                                             |        |
| 통합사                                                                                | 점수   |
| 메타크리틱                                                                            | 61/100 |
| 평론 점수                                                                             |        |
| 평론사                                                                                | 점수   |
| TouchArcade                                                                           | [ 2 ]  |